# 放射殼貝屬
放射殼貝屬，又名輻環貝屬，是無窗貝科無窗貝亞科下已滅絕的一個屬，生存在早石炭紀的海洋中，利用其短小而有力的肉莖附著在堅實的基底上。

## 特徵
兩瓣殼凸起的曲面近乎相等，整個殼形近乎圓形。標本上一般都沒有發達的摺皺或凹陷。其生長線寬大，擴展部分緊密，可作為一種偽裝且能防止殼陷入泥質沉積中。纖細的肋紋橫切生長線，並朝殼前緣的方向發散。貝殼的外形一般與所附著的基底形狀是一致的。

## 物種
- Actinoconchus lamellosus Léveillé, 1835[2]
- 腹凸放射貝（Actinoconchus pediculconvexus） Tong, 2016[3]
- Actinoconchus planosulcatus Phillips, 1836[2]

## 外部連結
- Actinoconchus in the Paleobiology Database